# Paleogeografia

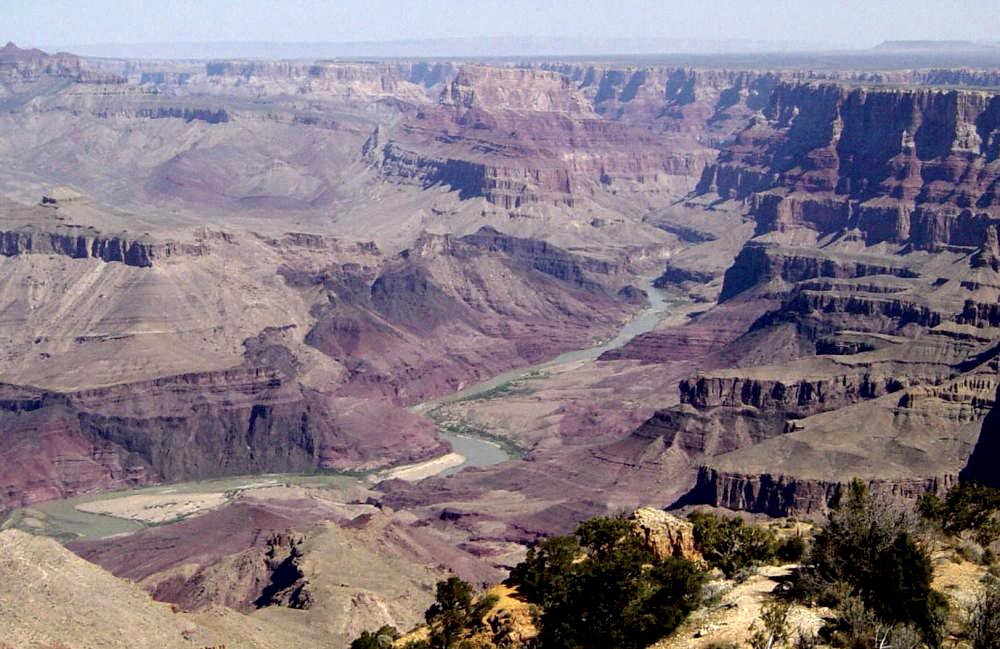
Canyon creato dal fiume Colorado in epoca preistorica

La paleogeografia è una branca della geografia che studia gli elementi utili per la ricostruzione della geografia esistente nelle ere passate, ricostruendo gli ambienti sedimentari dallo studio biostratigrafico e strutturale delle successioni sedimentarie oggi riorganizzate nelle diverse strutture geologiche (es. catene montuose, paesaggi collinari e costieri).

Lo studio delle rocce sedimentarie e dei fossili permette di ricostruire i paleoambienti di un determinato intervallo temporale, e quindi la distribuzione delle terre emerse, dei mari epicontinentali, dei bacini oceanici, ecc.

## Sulla terminologia
La paleogeografia deve tener conto di due tipi di movimenti:
1) quello delle placche litosferiche, le quali in tempi geologici si sono mosse relativamente le une alle altre. Questi movimenti portano le masse continentali a "spostarsi" sulla superficie del globo, mutando la loro posizione reciproca. Già Alfred Lothar Wegener agli inizi del Novecento si era accorto che la costa occidentale dell'Africa e quella orientale dell'America meridionale "coincidono", e aveva quindi ipotizzato che questi due continenti fossero anticamente uniti, per poi separarsi e migrare nelle attuali posizioni (Teoria della deriva dei continenti). Questi movimenti (di tipo tettonico), che si svolgono in tempi lunghi (milioni di anni), sono causati da forze endogene, cioè interne al pianeta.
2) quello del livello del mare (eustatismo). Se immaginiamo di prosciugare parzialmente il Mediterraneo, abbassandone il livello di un centinaio di metri, ad esempio, l'isola d'Elba diverrebbe una zona montuosa all'estremità di una grande "pianura toscana"; abbassando ancora il livello altre aree emergeranno, "saldando" singole terre al continente. Se viceversa immaginiamo di innalzare il livello del mare di 300 m, gran parte della pianura Padana sarebbe un golfo, e le prime propaggini di Prealpi ed Appennini diverrebbe una serie di isole: l'isola di Bergamo Alta, ad esempio. In questo caso, non sarebbe variata la posizione reciproca delle terre: Bergamo non si sarebbe allontanata dalle Prealpi, pur essendo separata da esse. Questo tipo di variazione avviene in tempi molto più brevi rispetto alle variazioni del punto 1 e non comporta spostamenti laterali (traslazioni) delle terre in questione.
Dal punto di vista del geografo quello che si può osservare è soltanto il risultato netto di questi due movimenti. Si parla quindi di abbassamento (o innalzamento) relativo del livello del mare per indicare che c'è stata una variazione positiva o negativa. L'abbassamento del livello del mare può essere dovuto ai ghiacciai: nei periodi in cui si formano estese calotte glaciali, molta acqua rimane intrappolata in esse, e quindi viene sottratta al mare; quando i ghiacciai fondono e si passa ad una fase climatica più calda, l'acqua che rilasciano finisce in mare e ne innalza il livello. Questo tipo di variazione del livello marino è detta glacioeustatismo, ovvero una variazione eustatica legata all'estensione dei ghiacciai e alle loro variazioni. 
Durante l'ultima glaciazione, ad esempio, l'acqua intrappolata nei ghiacciai era tale che il mare risultava più basso di circa un centinaio di metri: molte terre che oggi sono isole risultavano in continuità con aree continentali più estese. La deglaciazione ha portato il livello del mare a quello attuale, sommergendo il canale della Manica, il canale di Sicilia, lo stretto di Messina, la costa fra Elba e Toscana, e molte altre zone. 
Se le previsioni degli scienziati sull'effetto serra e sul buco nell'ozono si rivelassero fondate, l'innalzamento delle temperature medie e la conseguente fusione di una parte delle calotte glaciali porterebbe in un futuro non lontano, alla sommersione di parecchie decine di metri delle attuali coste, riducendo le aree emerse e sommergendo gran parte delle città anche grandi che si sviluppano lungo esse.